# Alafair Burke
Pour les articles homonymes, voir Burke.
Alafair Burke (née en novembre 1969 à Fort Lauderdale, en Floride) est une juriste et romancière américaine.

## Biographie
Fille de l'écrivain James Lee Burke, elle est née en Floride, à Fort Lauderdale, mais est élevée à Wichita (Kansas).
Elle obtient un diplôme en psychologie du Reed College de Portland (Oregon). Elle est également diplômée de la Faculté de Droit de l'université Stanford (Californie).
Après ses études, elle travaille dans l'appareil judiciaire américain, notamment comme district attorney à Portland à la cour des violences conjugales, avant de déménager à New York pour enseigner à la Faculté de Droit de l'université Hofstra.
Elle est l'autrice de deux séries de romans policiers : la première met en scène Samantha Kincaid, procureur à Portland ; la seconde a pour héroïne Ellie Hatcher, une détective du New York City Police Department.

## Œuvre

### Série Samantha Kincaid
- Judgment Calls (2003)
- Missing Justice (2004)
- Close Case (2005)

### Série Ellie Hatcher
- Dead Connection (2007)
- Angel's Tip (2008) Cheveux d’ange, traduit par Véronique Dumont, Paris, Éd. SW Télémaque, coll. « Entailles », 2015  (ISBN 978-2-7533-0257-0)
- 212 (2010)
- Never Tell (2012)
- All Day and a Night (2014)
- Find Me (2022) Sans passé, Presses de la Cité, 2015

### Autres romans
- Long Gone (2011) Jamais vue, traduit par Véronique Dumont, Paris, Éd. SW Télémaque, coll. « Entailles », 2013  (ISBN 978-2-7533-0184-9)
- If You Were Here (2013) Si tu étais là, traduit par Séverine Weis, Paris, Éditions de Noyelles, 2021  (ISBN 978-2-298-17440-3)
- The Ex (2016) La Fille du quai, traduit par Laurent Philibert-Caillat, Paris, Presses de la Cité, coll. « Sang d'encre », 2020  (ISBN 978-2-258-16351-5)
- The Wife (2018) Un couple irréprochable, traduit par Isabelle Maillet, Paris, Presses de la Cité, 2019  (ISBN 978-2-258-15299-1)
- The Better Sister (2019) Complicités, Paris, Presses de la Cité, 2024
- The Note (2025)

### Série Laurie Moran (écrite avecMary Higgins Clark)
- The Cinderella Murder (2014) L’Affaire Cendrillon, traduit par Anne Damour et Sabine Porte, Paris, Albin Michel, 2014  (ISBN 978-2-226-25998-1)
- All Dressed in White (2015) La mariée était en blanc, traduit par Anne Damour et Sabine Porte, Paris, Albin Michel, 2015  (ISBN 978-2-226-32077-3)
- The Sleeping Beauty Killer (2016) Le Piège de la Belle au bois dormant, traduit par Anne Damour, Paris, Albin Michel, 2016  (ISBN 978-2-226-39221-3)
- Every Breath You Take (2017) La Reine du bal, traduit par Anne Damour, Paris, Albin Michel, 2017  (ISBN 978-2-226-39650-1)
- You Don’t Ow’ Me (2018) De si belles fiançailles, traduit par Anne Damour, Paris, Albin Michel, 2018  (ISBN 978-2-226-39651-8)
- Piece Office my Heart (2021) À la vie, à la mort, traduit par Anne Damour, Paris, Albin Michel, 2021  (ISBN 978-2-226-45898-8)